# ۴۹۱ (پیش از میلاد)
۴۹۱ (پیش از میلاد) ۴۹۱مین سال قبل از تقویم میلادی است.

## مناسبت‌ها
- آغاز حجاری نقش‌برجستهٔ داریوش بزرگ و خشایارشا به هنگام پذیرش نمایندگان کشورهای وابسته، در کاخ آپادانای تخت جمشید. این نقش‌برجسته هم‌اینک در مؤسسه خاورشناسی دانشگاه شیکاگو نگهداری می‌شود.